# Fains-Véel
Fains-Véel è un comune francese di 2 375 abitanti situato nel dipartimento della Mosa nella regione del Grand Est.

## Società

### Evoluzione demografica
Abitanti censiti